# Chevron Tower
Chevron Tower – wieżowiec w San Francisco w Stanach Zjednoczonych. Jest to wyższa z dwóch wież kompleksu 555-575 Market Street Towers. Sięga prawie 175 metrów wysokości. Ma 40 pięter, z których wszystkie są wykorzystywane w celach biurowych. Zaprojektowała go firma Hertzka & Knowles. Reprezentuje on styl modernistyczny w architekturze. Kiedyś była to siedziba Chevron Oil, dopóki firma nie przeniosła się w inne miejsce. 19 grudnia 1999 roku budynek ten został wraz z drugą wieżą sprzedany za 189,1 mln dolarów. Zakupiła go firma Tishman Speyer/Travelers Real Estate Ventures.